# Plesiophantes
Plesiophantes is een geslacht van spinnen uit de familie hangmatspinnen (Linyphiidae).

## Soorten
De volgende soorten zijn bij het geslacht ingedeeld:
- Plesiophantes joosti Heimer, 1981
- Plesiophantes simplex Tanasevitch, 1987
- Plesiophantes tanasevitchi Wunderlich, 2011